# کارینا کریستنسن
کارینا کریستنسن (انگلیسی: Karina Christensen؛ زادهٔ ۱ ژوئیهٔ ۱۹۷۳) بازیکن فوتبال اهل دانمارک است.
وی همچنین در تیم ملی فوتبال زنان دانمارک بازی کرده‌است.